# Kostel svatého Jiljí (Domanín)
Kostel svatého Jiljí je renesanční stavba s přežívajícími prvky gotiky ze 16. století a mladší věží z roku 1776 na hřbitově nedaleko jižního břehu třeboňského rybníka Svět v Domaníně v okrese Jindřichův Hradec. Od roku 1784 do roku 1877, kdy byla dokončena nedaleká novogotická Schwarzenberská hrobka, sloužila krypta kostela jako hlavní pohřebiště šlechtického rodu Schwarzenbergů (pohřby v letech 1786–1858, na hřbitově vně kostela ještě v roce 1873). Rakve s ostatky schwarzenberské primogenitury byly ze hřbitovního kostela a ze hřbitova slavnostně převezeny do nové hrobky, která se nachází v parku východním směrem, v roce 1877.

## Historie
První písemná zmínka o kostele pochází z roku 1515. V letech 1574–1576 nechal Vilém z Rožmberka (1535–1592) kostel zvětšit a přestavět. Přestavbu provedl stavební mistr Jan Vlach. Kostel byl vysvěcen 26. července 1576.
V roce 1776, kdy byl majitelem panství Josef I. Adam ze Schwarzenbergu (1712–1782), byla za západě přistavěna věž s barokní cibulovou bání. Za jeho nástupce Jana Nepomuka I. ze Schwarzenbergu (1742–1789) začal kostel sloužit jako rodové pohřebiště a zůstal jím po dobu jednoho století.
V 19. století se venkovský kostelík stal námětem básně Leonarda Gamsenberga.
V roce 1992 byl kostel restaurován na náklady Obecního úřadu Domanín.

## Architektura

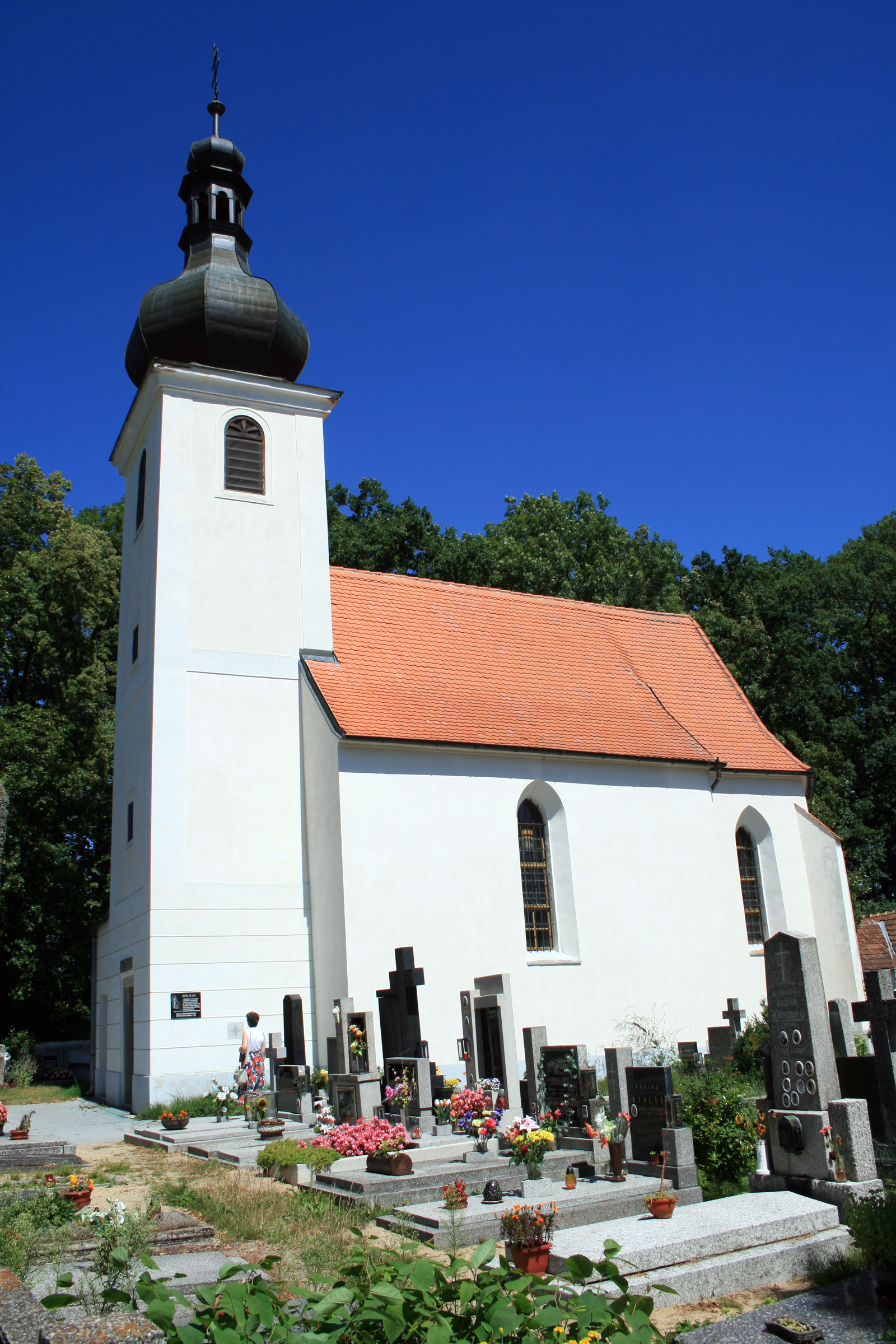

Kostel je jednolodní a orientovaný. Nejstarší dochovanou částí je spodní zdivo pětibokého presbytáře. Presbytář i loď byly sklenuty křížovou klenbou bez žeber, okna jsou hrotitá. Dochovaly se zbytky sgrafit a rustiky.
Na fasádě je upevněna informační cedule, jejíž obsah ovšem ne zcela koresponduje s údaji v publikaci Umělecké památky Čech.
Kolem kostela je hřbitov ohrazený kamennou zdí. V severovýchodní části hřbitova byl pohřben cestovatel Jiří Hanzelka (1920–2003).

## Interiéry
Vnitřní zařízení je převážně z 19. století. Kolem hlavního oltáře jsou nástěnné malby ze 16. století. Namaloval je v roce 1588 Tobiáš Fels z Jihlavy, jehož znak a nápis se dochal na závěrové stěně. Freska na klenbě představuje Seslání Ducha svatého. Na stěně v presbytáři se nachází renesanční votivní obraz Viléma z Rožmberka a jeho prvních dvou manželek Kateřiny Brunšvické (1534–1559) a Žofie Hohenzollernské (1541–1564) asi z roku 1576.
Oltáře byly vyhotoveny D. Petrovičem v roce 1835. Oltářní obrazy namaloval K. Schaller. Na hlavním oltáři je zobrazen sv. Jiljí, na levém bočním sv. Josef s Ježíškem a na pravém Panna Marie.

## Seznam pohřbených chronologicky podle data pohřbu
V 17. a 18. století byli Schwarzenbergové pohřbíváni ve Schwarzenberské hrobce v augustiniánském kostele ve Vídni. V roce 1783 byl však kostel z řádového proměněn na farní a následně regotizován. Proto se Jan Nepomuk I. ze Schwarzenbergu rozhodl založit rodové pohřebiště na jiném místě. Volba padla na hřbitovní kostel v Domaníně u Třeboně, která měla pro Schwarzenbergy symbolický význam, protože byla prvním panstvím, které v Čechách v roce 1660 získali. Přesto hrobka neodpovídala pohřebnímu zákonu, který byl zaveden v rámci josefínských reforem, a byla chápána jako provizorní.
Hrobka je prázdná, rakve byly přesunuty do nově zbudovaných reprezentativních hrobek schwarzenberské primo- a sekundogenitury.
Podrobnější informace o zemřelých jsou v tabulce v hesle Schwarzenberská hrobka (Domanín) a Schwarzenberská hrobka (Orlík nad Vltavou).
| Pořadí                         | Jméno                                   | Rok narození a úmrtí                  | Poznámky                                                                                       |
| ------------------------------ | --------------------------------------- | ------------------------------------- | ---------------------------------------------------------------------------------------------- |
| Pohřbení v kryptě kostela      |                                         |                                       |                                                                                                |
| 1.                             | Marie Eleonora ze Schwarzenbergu        | 1748–1786                             | Ostatky v roce 1877 převezeny do nové knížecí hrobky pro primogenituru v Domaníně.             |
| 2.                             | Marie Terezie ze Schwarzenbergu         | 1747–1788                             | Ostatky v roce 1877 převezeny do nové knížecí hrobky pro primogenituru v Domaníně.             |
| 3.                             | František de Paula ze Schwarzenbergu    | 1773–1789                             | Ostatky v roce 1877 převezeny do nové knížecí hrobky pro primogenituru v Domaníně.             |
| 4.                             | Jan Nepomuk I. ze Schwarzenbergu        | 1742–1789                             | Ostatky v roce 1877 převezeny do nové knížecí hrobky pro primogenituru v Domaníně.             |
| 5.                             | Alžběta Tereza ze Schwarzenbergu        | 1778–1791                             | Ostatky v roce 1877 převezeny do nové knížecí hrobky pro primogenituru v Domaníně.             |
| 6.                             | Marie Eleonora z Oettingen-Wallersteinu | 1747–1797                             | Ostatky v roce 1877 převezeny do nové knížecí hrobky pro primogenituru v Domaníně.             |
| 7.                             | Marie Arnoštka ze Schwarzenbergu        | 1752–1801                             | Ostatky v roce 1877 převezeny do nové knížecí hrobky pro primogenituru v Domaníně.             |
| 8.                             | princ ze Schwarzenbergu                 | */† 1802                              | Ostatky v roce 1877 převezeny do nové knížecí hrobky pro primogenituru v Domaníně.             |
| 9.                             | Pauline (Pavlína) Charlotte z Arenbergu | 1774–1810                             | Ostatky v roce 1877 převezeny do nové knížecí hrobky pro primogenituru v Domaníně.             |
| 10.                            | Karel I. Filip ze Schwarzenbergu        | 1771–1820                             | Ostatky v roce 1865 převezeny do nové knížecí hrobky pro sekundogenituru v Orlíku nad Vltavou. |
| 11.                            | Marie Pauline ze Schwarzenbergu         | 1798–1821                             | Ostatky v roce 1877 převezeny do nové knížecí hrobky pro primogenituru v Domaníně.             |
| 12.                            | Josef II. Jan Nepomuk ze Schwarzenbergu | 1769–1833                             | Ostatky v roce 1877 převezeny do nové knížecí hrobky pro primogenituru v Domaníně.             |
| 13.                            | Eleonora ze Schwarzenbergu              | 1783–1846                             | Ostatky v roce 1877 převezeny do nové knížecí hrobky pro primogenituru v Domaníně.             |
| 14.                            | Marie Anna z Hohenfeldu                 | 1767/1768–1848                        | Ostatky v roce 1865 převezeny do nové knížecí hrobky pro sekundogenituru v Orlíku nad Vltavou. |
| 15.                            | Felix ze Schwarzenbergu                 | 1800–1852                             | Ostatky v roce 1877 převezeny do nové knížecí hrobky pro primogenituru v Domaníně.             |
| 16.                            | Karel II. ze Schwarzenbergu             | 1802–1858                             | Ostatky v roce 1865 převezeny do nové knížecí hrobky pro sekundogenituru v Orlíku nad Vltavou. |
| Pohřbení na hřbitově u kostela |                                         |                                       |                                                                                                |
| 17.                            | Walter Prosper ze Schwarzenbergu        | 1839–1841, zde pohřben až v roce 1873 | Ostatky v roce 1877 převezeny do nové knížecí hrobky pro primogenituru v Domaníně.             |
| 18.                            | Eleonora z Liechtensteinu               | 1812–1873                             | Ostatky v roce 1877 převezeny do nové knížecí hrobky pro primogenituru v Domaníně.             |